# Judita Rajnar
Judita Rajnar Prosen, slovenska otroška pisateljica, vzgojiteljica, ilustratorka, * 5. avgust 1959, Murska Sobota.

## Življenjepis
Judita Rajnar se je rodila 5. avgusta 1959 v Murski Soboti. Od leta 1979 do leta 1983 je študirala likovno pedagogiko, v letih 1989–92 pa je obiskovala tudi likovno šolo ARS AREA. 
15 let je bila zaposlena kot vzgojiteljica v Mariboru, od leta 2000 pa je zaposlena v vrtcu Kekec v Grosuplju.
Leta 2008 je izšla njena prva avtorska slikanica Vikin čarobni kaktus, ki je kratka sodobna pravljica. Ilustrirala je tudi v francoščino prevedeno knjigo Josipa Jurčiča, Kozlovska sodba v Višnji Gori. Knjiga je bila prevedena leta 2009, francoski naslov pa je Le Procès du bouc. Razstava ilustracij je bila v Hiši Evropske Unije v Ljubljani leta 2010.

## Dela
Vikin čarobni kaktus. JSKD OI Ivančna Gorica, 2008.(COBISS)